# DR 137 136 bis 148
| DR 137 136 – 148            | DR 137 136 – 148            | DR 137 136 – 148                           | DR 137 136 – 148                                          |
| --------------------------- | --------------------------- | ------------------------------------------ | --------------------------------------------------------- |
| Beschreibung                |                             |                                            |                                                           |
| Nummerierung                | Nummerierung                | DR: 137 136–140 DB VT 63 902–903 BOE T 171 | DR: 137 141–148 DB VT 63 904–909 Montafonerbahn ET 10 104 |
| Hersteller                  | Hersteller                  | Dessauer Waggonfabrik                      | Lindner Talbot                                            |
| Baujahre                    | Baujahre                    | 1935                                       | 1935–1936                                                 |
| Ausmusterung                | Ausmusterung                | bis 1994                                   | bis 1994                                                  |
| Anzahl                      | Anzahl                      | 5                                          | 8                                                         |
| Bauart                      | Bauart                      | B’2’ dm                                    | B’2’ dm                                                   |
| Gattung                     | Gattung                     | BC4ivT                                     | BC4ivT                                                    |
| Spurweite                   | Spurweite                   | 1.435 mm                                   | 1.435 mm                                                  |
| kleinster befahrener Radius | kleinster befahrener Radius | 140 m                                      | 140 m                                                     |
| Höchstgeschwindigkeit       | Höchstgeschwindigkeit       | 80 km/h                                    | 80 km/h                                                   |
| Länge über Puffer           | Länge über Puffer           | 21.873 mm                                  | 21.873 mm                                                 |
| Gesamtradstand              | Gesamtradstand              | 17.670 mm                                  | 17.670 mm                                                 |
| Raddurchmesser              | Raddurchmesser              | 900 mm                                     | 900 mm                                                    |
| Drehgestellradstand         | Drehgestellradstand         | MD = 3.800 mm LD = 3.000 mm                | MD = 3.800 mm LD = 3.000 mm                               |
| Drehzapfenabstand           | Drehzapfenabstand           | 14.270 mm                                  | 14.270 mm                                                 |
| Dienstmasse                 | Dienstmasse                 | leer 33.382 kg besetzt 38.107 kg           | leer 33.400 kg besetzt 38.425 kg                          |
| Bremsen                     | Bremsen                     | Druckluftbremse Bauart Hildebrandt-Knorr   | Druckluftbremse Bauart Hildebrandt-Knorr                  |
| Feststellbremse             | Feststellbremse             | Handbremse                                 | Handbremse                                                |
| Installierte Leistung       | Installierte Leistung       | 155 kW (210 PS)                            | 155 kW (210 PS)                                           |
| Motorentyp                  | Motorentyp                  | MAN L6V 17,5/18                            | MAN L6V 17,5/18                                           |
| Motorbauart                 | Motorbauart                 | Sechszylinder-Viertakt-Dieselmotor         | Sechszylinder-Viertakt-Dieselmotor                        |
| Leistungsübertragung        | Leistungsübertragung        | mechanisch mit TAG-Getriebe                | mechanisch mit TAG-Getriebe                               |
| Sitzplätze                  | Sitzplätze                  | 63                                         | 67                                                        |
| Stehplätze                  | Stehplätze                  | 43                                         | 39                                                        |
| Fußbodenhöhe                | Fußbodenhöhe                | 1.240 mm                                   | 1.240 mm                                                  |
| Klassen                     | Klassen                     | 2./3.                                      | 2./3.                                                     |

Die Triebwagen der Reihe DR 137 136 bis 148 waren vierachsige Triebwagen, die von den Firmen Dessauer Waggonfabrik, Lindner Ammendorf und Waggonfabrik Talbot Aachen 1935 und 1936 gefertigt wurden. Sie können als konstruktive Weiterentwicklung der DR 137 000 … 135 angesehen werden und besitzen im Gegensatz zu diesen ein Schaltgetriebe der Bauart TAG und die Übertragung auf die Achsen mittels Gelenkwellen. Einige Fahrzeuge haben sich bis heute erhalten. So befindet sich der ehemalige DR 137 137 nicht betriebsfähig bei den Freunden der Eisenbahn Hamburg, der ehemalige DR 137 142 war 2009 noch als Elektrotriebwagen bei der Montafonerbahn vorhanden und der ehemalige DR 137 144 ist bei derselben Bahngesellschaft betriebsfähig erhalten.

## Geschichte
Die Ablieferung der dreizehn Fahrzeuge erfolgte 1935 und 1936. Sie zählten zu ihrer Zeit zu den letzten vierachsigen Dieseltriebwagen mit mechanischer Kraftübertragung. Von den Vorgängerfahrzeugen unterschieden sie sich durch die Verwendung der bei den Einheitstriebwagen angewendeten Karosserie und durch die Verwendung von Gelenkwellen anstatt Blindwellen bei der Leistungsübertragung. In der Literatur wurde der Beschaffungspreis als sehr günstig bezeichnet, das führte zu späteren Versuchen mit Triebwagen höherer Leistung und mechanischer Leistungsübertragung (DR 137 235 und DR 137 236).
Die Triebwagen waren zuerst in den Bahnbetriebswerken Rheine und Landau eingesetzt. Mit Beginn des Zweiten Weltkrieges wurden die Fahrzeuge von der Wehrmacht übernommen und im Kurier- oder Lazarettdienst verwendet. Dabei erlitten drei Fahrzeuge solche Beschädigungen, dass sie nach Kriegsende ausgemustert werden mussten. Von den erhaltenen Fahrzeugen verblieb der DR 137 136 in der Sowjetischen Besatzungszone, die übrigen in den Westzonen.

## VT 63 901 bis 909
Von den in den Westzonen verbliebenen Wagen wurden neun wieder aufgearbeitet und von der DB als VT 63 901 bis VT 63 909 bezeichnet. Die Ausmusterung dieser Fahrzeuge begann 1956 und zog sich bis 1962 hin. Der von der Deutschen Reichsbahn erhaltene Triebwagen war zuerst im Bahnbetriebswerk Dresden-Pieschen, später im Bw Anhalter Bahnhof eingesetzt. Dieses Fahrzeug wurde 1964 ausgemustert. 
Von den bei der DB verbliebenen Wagen wurde der VT 63 909 von 1962 bis 1968 als Brückenprüfwagen 6301 verwendet und dann zerlegt. Drei Triebwagen wurden sofort zerlegt, vier Fahrzeuge konnten noch an Privatbahnen verkauft werden.

## Bremervörde-Osterholzer Eisenbahn T 171

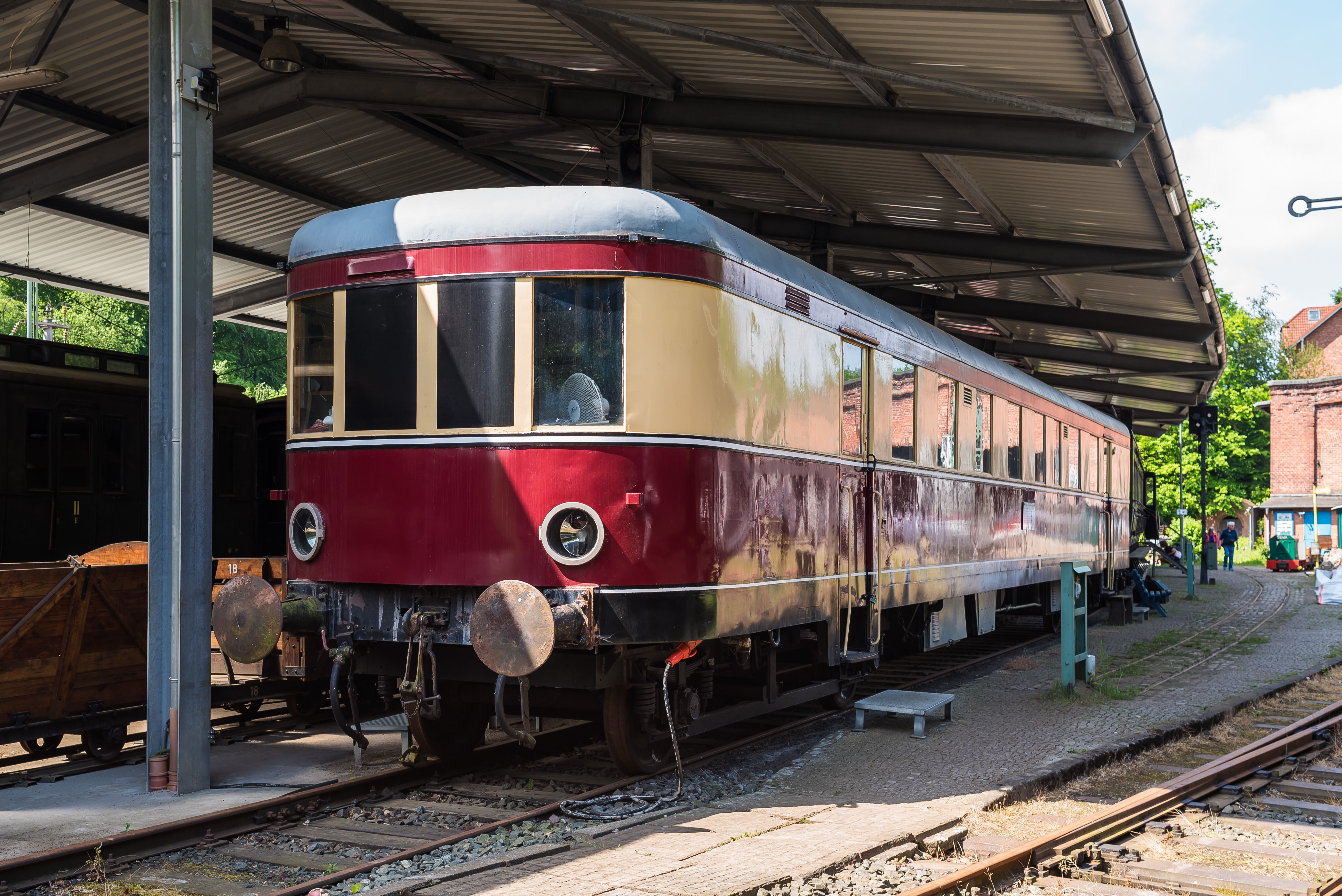
137 137 (VT 63 901) im Eisenbahnmuseum Lokschuppen Aumühle

Der ehemalige VT 63 902 konnte 1958 an die Bremervörde-Osterholzer Eisenbahn verkauft werden. Dort erhielt der Triebwagen die Bezeichnung T 171 und wurde 1977 an die Freunde der Eisenbahn in Hamburg weitergegeben. Nach einem Brand wurde er dort 1994 zerlegt. Als Ersatz wurde 1995 der VT 63 901 beschafft, der nach seiner Ausmusterung noch als Beiwagen und Lehrstellwerkswagen weiterbetrieben worden war. Er ist heute noch vorhanden.

## Montafonerbahn ET 10.103 und 104

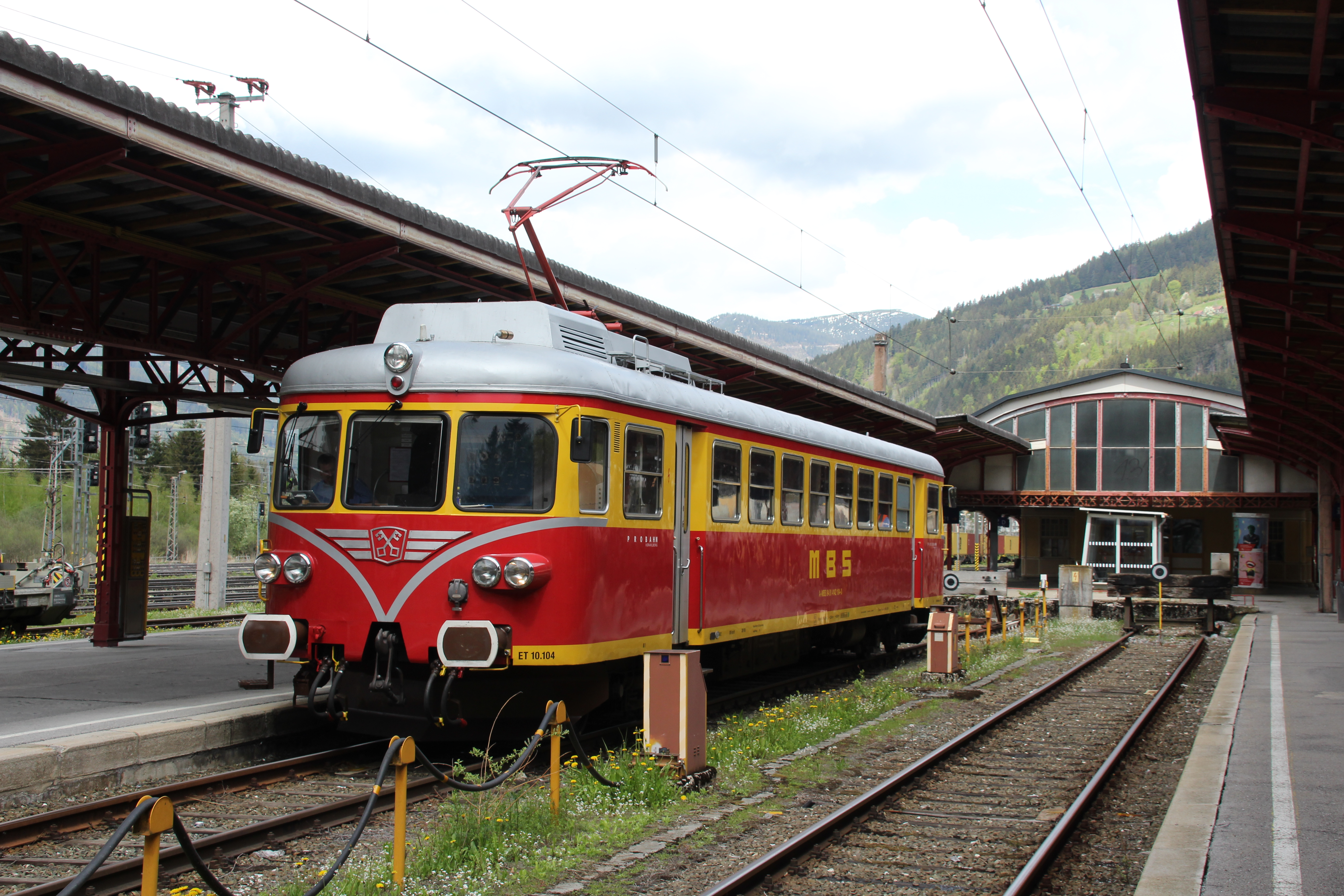
MBS ET 10.104 (VT 63 907) im Bahnhof Selzthal (2022)

Die VT 63 905 bis 907 wurden 1961 an die Montafonerbahn verkauft, wobei nach umfangreichen Umbauten 1965 und 1974 zwei Fahrzeuge als Zweisystem-Elektrotrieb- und eines (VT 63 906) als Steuerwagen weiterbetrieben wurden. Die beiden Triebwagen sind als ET 10.103 und 104 noch vorhanden. Der ET 10.003 ist nicht betriebsfähig und dient als Ersatzteilspender, der ET 10.004 betriebsfähig.

## Konstruktive Merkmale
Die Triebwagen entstanden zwei Jahre nach den letzten vierachsigen dieselmechanischen Triebwagen mit Blindwelle, so dass ihre Konstruktion zur damaligen Zeit als ausgereift galt. 
Sie erhielten die gleiche Karosserie wie die im selben Jahr gebauten DR 137 058 … 079. Für die Form des Laufwerkes wurde die Konstruktion des Waggon- und Maschinenbau Görlitz verwendet. 
Die Maschinenanlage, bestehend aus dem Sechszylinder-Viertakt-Dieselmotor MAN L6V 17,5/18 und einem TAG-Getriebe, war auf einem Maschinentragrahmen montiert und vollständig im Maschinendrehgestell untergebracht. Einzelne Triebwagen erhielten später den Motor Maybach GO 6h, die sechszylindrige Version des Maybach GO6. Der Motor war mit einem Holzrahmen abgedeckt und ragte in den Maschinenraum des Triebwagens hinein. Angelassen wurde der Motor elektrisch durch einen Anlasser von Bosch, beim Drücken des Anlasserknopfes spurte das Anlasserritzel in den Anlasserzahnkranz ein, der mit der Kurbelwelle des Motors verschraubt war. Gesteuert wurde der Motor durch die Brennstoffkurbel vom Führertisch aus in fünf Fahrstufen, einer Leerlauf- und einer Abstellstufe. Die Übertragung auf den Motorregler erfolgte mittels Seilzug.
Das TAG-Getriebe war druckluftgeschaltet. Dafür erfolgte die Steuerung durch zwei Kurbeln, einmal über die Gangkurbel mit vier Gängen und Leerlauf sowie die Wendekurbel für die Steuerung des Wendegetriebes. Die Schaltung wurde in jedem Gang durch eine Lamellenkupplung vollzogen. Dadurch hatte der Triebwagen keine separate Trennkupplung zwischen Motor und Getriebe. Jeder Radsatz des Maschinengestells ist mit einem Radsatzgetriebe, das mit einer Gelenkwelle mit dem TAG-Getriebe verbunden ist, ausgerüstet. Alle Lagerungen der Getriebe und Achsgetriebe sind rollengelagert.
Der Dieselmotor wurde mit Wasserkühlung gekühlt. Demzufolge wurde die Heizung des Fahrgastraumes durch eine Warmwasserheizung realisiert. Die elektrische Energie wurde über ein Bordnetz von 24 V Gleichspannung versorgt. Bei Motorbetrieb wurde es durch eine Lichtmaschine mit 1.000 W Leistung gespeist, bei Stillstand versorgt es eine Batterie mit einer Kapazität von 400 Ah. 